# Фармер, Джордж
Джордж Роберт Фармер (англ. George Robert Farmer; род. 4 октября 1938, Такома, Вашингтон) — американский саночник. Участник зимних Олимпийских игр 1964 года.

## Биография
Джордж Фармер родился 4 октября 1938 года в американском городе Такома в штате Вашингтон.
Окончил среднюю школу Западного Сиэтла и Вашингтонский университет, по состоянию на 1964 год учился в аспирантуре.
Выступал в соревнованиях по санному спорту за «Вашингтон Хаскиз» из Сиэтла.
В 1964 году вошёл в состав сборной США на зимних Олимпийских играх в Инсбруке. В соревнованиях одиночек занял 29-е место, показав по сумме четырёх заездов результат 4 минуты 16,60 секунды и уступив 49,83 секунды завоевавшему золото Томасу Кёлеру из ФРГ.
Во время Олимпиады вместе с партнёрами по сборной США горнолыжником Биллом Маролтом и саночником Майком Хесселом был задержан по подозрению в угоне машины после погони и драки с полицейскими. Однако спортсмены заявили, что эта машина принадлежит их другу из Швейцарии, а представители американской делегации обвинили австрийскую позицию в избиении Фармера, Маролта и Хессела при задержании. Суд оправдал спортсменов.